# Стольпе, Яльмар
Кнут Яльмар Стольпе (швед. Knut Hjalmar Stolpe, 23 апреля 1841, Евле, Швеция — 27 января 1905, Стокгольм) — шведский энтомолог, археолог и этнограф. Являлся первым директором и хранителем Музея этнографии в Швеции. Стольпе наиболее известен своими тщательными археологическими раскопками на стоянке эпохи викингов Бирка на острове Бьёркё.

## Биография
Яльмар Стольпе родился в Евле в округе Евлеборг, Швеция. Он был сыном Карла Йохана Стольпе, мэра Норрчёпинга, и Катарины Вильгельмины Шарлотты Экхофф.
Он окончил Уппсальский университет в 1860 году по специальности «зоология и ботаника» и получил степень доктора философии в 1872 году. В 1874—1900 годах он работал в Шведском историческом музее. В течение двадцати лет он проводил большие раскопки в Бирке на острове Бьёркё, где находятся курганы, относящиеся к бронзовому веку. Одной из задокументированных им могил была могила воительницы из Бирки (Birka chamber grave Bj 581), похороненной с амуницией элитного профессионального воина викингов в камере-могиле X века.
В 1883—1885 годах Стольпе участвовал в экспедиции «Ванадис», которая совершила кругосветное плавание на фрегате «Ванадис», посетив Южную Америку, Океанию, Азию и Европу. Во время сухопутных экскурсий Стольпе собрал 7500 культурных образцов для предполагаемого этнографического музея в Швеции. В 1900 году в Шведском музее естественной истории (ныне Музей этнографии, Швеция (Etnografiska museet)) был создан этнографический отдел. Первым директором этнографического отдела стал Яльмар Стольпе. В 1903 году он был назначен куратором и профессором музея.
С 1875 года он был женат на Эмми Хольмгрен (1841—1905). Стольпе умер в 1905 году в Стокгольме.

## Галерея

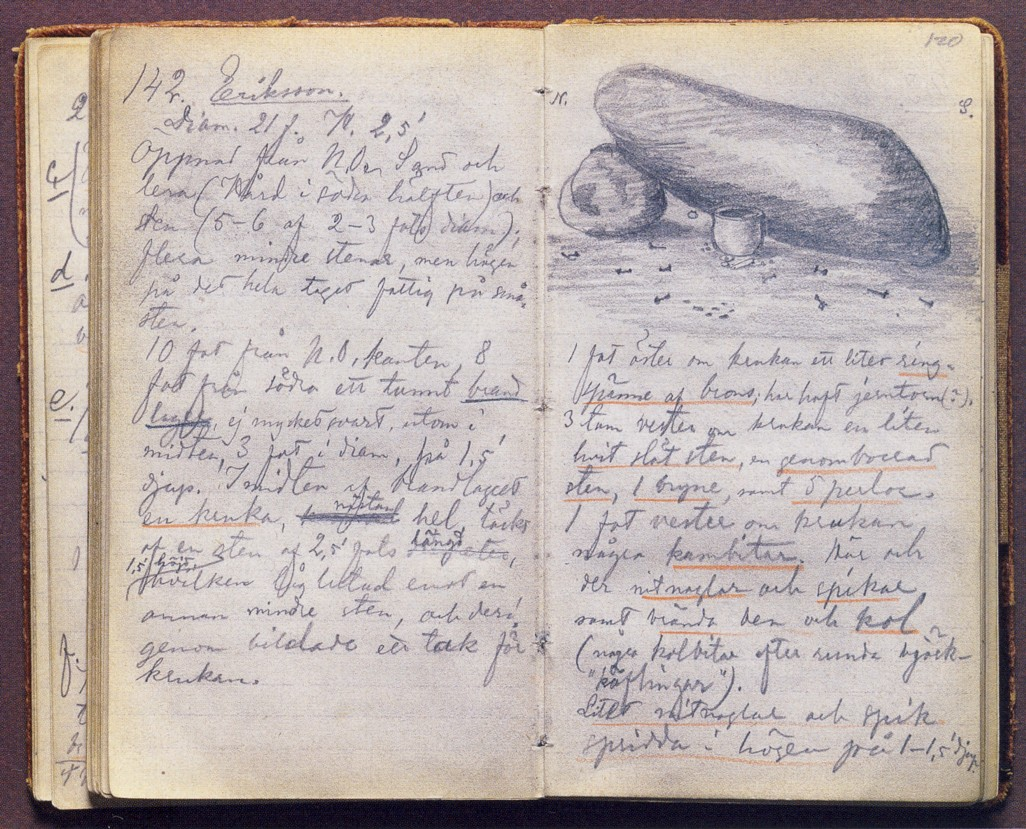
Зарисовка из дневника Стольпе о Бирке в 1875 году
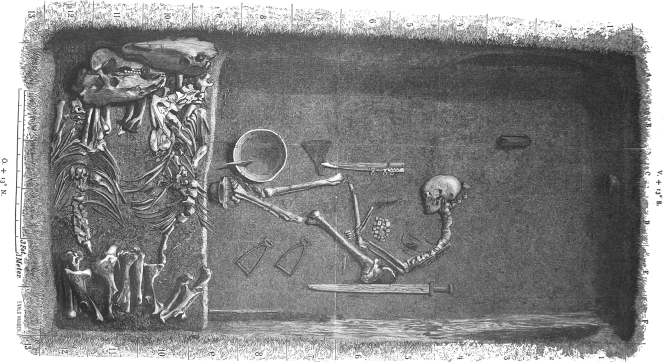
Зарисовка из его дневника, опубликованного в 1889 году, о месте захоронения Bj 581
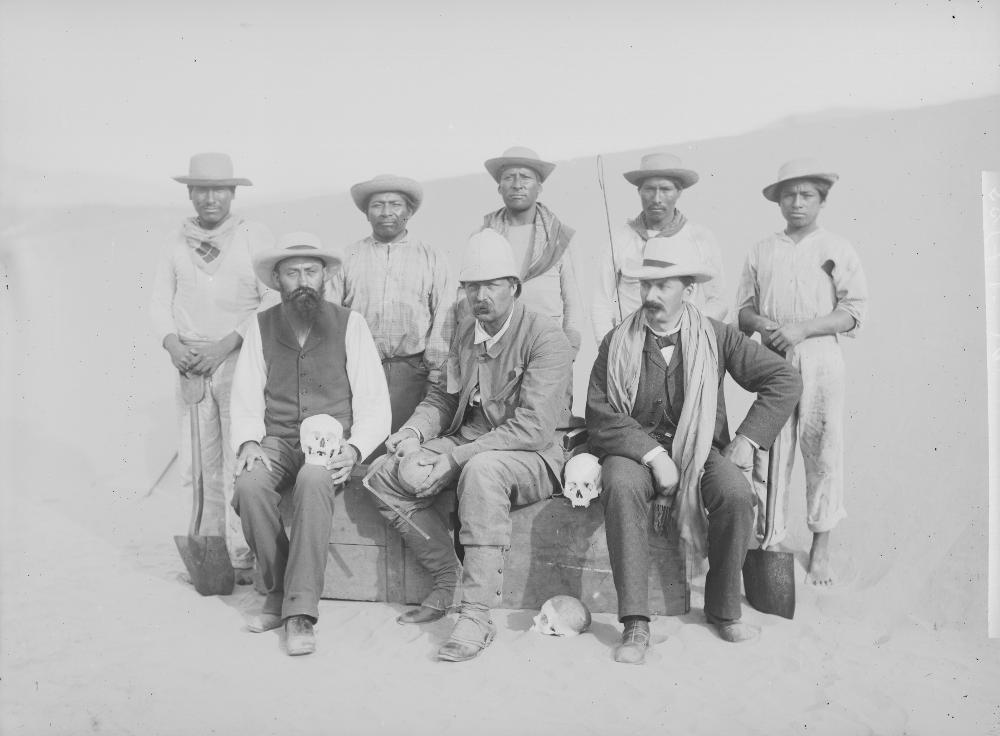
Яльмар Стольпе во время экспедиции Ванадиса в Анкон, Перу, 1884 год

## Публикации за авторством Стольпе
- Stolpe, Hjalmar; Arne, Ture Algot Johnsson. Graffältet vid Vendel (швед.). — original, Swedish. — Stockholm, SE: K.L. Beckmans Boktryckeri, 1912.
- Stolpe, Hjalmar; Arne, Ture Algot Johnsson. La Nécropole De Vendel (фр.). — French trans.. — Stockholm, SE: Akademiens Förlag, 1927.

## Публикации
- Erikson, Bo G. (2015) Kungen av Birka: Hjalmar Stolpe arkeolog och etnograf. Andra upplagan (Stockholm: Atlantis) ISBN 9789173538411
- Erikson, Bo G. (2020) Expedition Vanadis : en etnografisk världsomsegling 1883—1885 (Stockholm: Bokförlaget Stolpe) ISBN 9789189069015
- Harrison, Dick; Kristina Svensson (2007) Vikingaliv (Stockholm : Natur och Kultur) ISBN 9789127152762